# Adiemus
Adiemus (pronunciado /ædi'eməs/) es el título de una saga de discos del compositor galés Karl Jenkins.

## Concepto
Cada disco de Adiemus es una colección de piezas con la duración de una canción en la que se presentan voces melódicas armonizadas con una orquesta como acompañamiento. No hay letra en las canciones, sino que los cantantes recitan sílabas y palabras inventadas por el compositor. Sin embargo, en vez de llamar la atención a base de patrones de fonemas, el lenguaje de Adiemus está cuidadosamente estilizado a fin de no distraer la atención del oyente del timbre y el tono de la voz; por ejemplo, lo mismo que sucede con los idiomas africanos, las sílabas que terminan en consonante son inusuales. El concepto central de Adiemus es que la voz tendría que funcionar como un simple instrumento musical, una postura moderna que se ha convertido en una cierta tendencia, como ejemplifica la música compuesta por Vangelis para la película 1492: Conquista del Paraíso (1992) o el estilo lírico de Wim Mertens.
El propio término de Adiemus se escribe de forma similar a una palabra en Latín que significa "Nos reuniremos cerca", aunque Jenkins asegura que lo desconocía.

## Instrumentación e intérpretes
La cantante Miriam Stockley interpretó la parte vocal de los primeros cuatro discos. Mary Carewe proporcionó voces adicionales en todos los discos, salvo en Dances of Time, que presenció la aparición de los fineses Adiemus Singers (que volverían a aparecer más tarde, en Vocalise). Voces adicionales y los efectos de coro fueron proporcionadas por repetidas grabaciones multipista de los cantantes (a veces hasta cuarenta veces), y variando la velocidad de la cinta. Stockley fue descrita por Jenkins como esencial para el proyecto de Adiemus debido a su rango y entonación, aunque, por razones que siguen sin ser aclaradas, no se contó con ella en Vocalise.
La orquesta de Songs of Sanctuary consistía en una sección de instrumentos de cuerda a la que se añadieron numerosos instrumentos étnicos de percusión, con ocasionales adiciones de otros instrumentos, como campanas, una flauta dulce o una quena o flauta de pan. Mike Ratledge, con quien Jenkins había tocado en Soft Machine, contribuyó asimismo al primer disco. Jenkins añadió instrumentos de viento, de metal y de madera, para Cantata Mundi, y continuó añadiendo distintos instrumentos, como una guitarra acústica, en discos posteriores. Para los tres primeros discos, de Songs of Sanctuary a Dances of Time, se contó con la Orquesta Filarmónica de Londres, después Jenkins formó su propia Orquesta Adiemus para interpretar en The Eternal Knot, volviendo a la OFL para Vocalise.

## Discografía
- Adiemus: Songs of Sanctuary (1994)
- Adiemus II: Cantata Mundi (1997)
- Adiemus III: Dances of Time (1999)
- Adiemus IV: The Eternal Knot (2001)
- Adiemus V: Vocalise (2003)

- The Journey: The Best of Adiemus (2000)
- Adiemus Live (2002)

(Adiemus es también el título de la primera pista en el disco Songs of Sanctuary.)

## Estilo musical
Aunque ha habido una considerable evolución a lo largo del proyecto, el lenguaje musical de Adiemus se basa, en gran medida, en la música clásica y la música del mundo. Jenkins sigue las convenciones en tonalidad hasta un cierto punto; su armonía deriva del góspel y la música africana, decorada con disonancias funcionales, como suspensiones y gran libertad de movimiento entre tonalidades con poco en común. A menudo emplea tiempos inusuales, siendo muy común un lento 3/2, junto con 6/8, 9/8 e incluso 5/8 (Cantus Inaequalis del Songs of Sanctuary). La sección de percusión, cuando se usa de forma destacada, le da a la pieza generalmente un ritmo elevado, casi tribal.
El ambiente que se encuentra en Adiemus es energético y recalcitrante, complementado con lo que Jenkins describe como ambiente eclesiástico. Muchos oyentes identifican el sonido de Adiemus con la música New Age o Celta. De hecho, The Eternal Knot es un disco de clara inspiración celta que se empleó en la ambientación musical de un documental sobre los celtas en una emisora galesa. Dentro de la música clásica, Adiemus ha luchado por distinguirse del semigénero del Chillout, aunque se considera que los primeros discos rompen las barreras de la definición dentro de géneros musicales (crossover).

## Audiencia
Songs of Sanctuary fue un gran éxito comercial, encabezando las listas de música clásica. La crítica lo considera como el disco esencial, en el que la idea de Jenkins se presenta del mejor modo con los menores recursos. Aunque ninguno de los discos posteriores obtuvo las mismas buenas críticas que el primero, Adiemus consiguió una legión de seguidores, y mantuvo un lugar destacado dentro de la conciencia colectiva gracias a su uso en anuncios de televisión.